# Río Isiboro
Der Río Isiboro ist ein linker Nebenfluss des Río Mamoré im Tiefland des südamerikanischen Binnenstaates Bolivien.

## Verlauf
Der Río Isiboro entspringt in der Kordillere von Cochabamba im Departamento Cochabamba auf einer Höhe von 1360 m bei 16° 44′ 3″ S, 65° 56′ 51″ W. Von seiner Quelle aus fließt der Río Isiboro auf den ersten 40 km in südöstlicher Richtung in Streichrichtung der Kordillere von Cochabamba bis 16° 49′ 44″ S, 65° 48′ 9″ W und wendet sich dann nach Nordosten. Bei 16° 23′ 38″ S, 65° 21′ 11″ W verlässt der Fluss das Departamento Cochabamba und tritt in das Departamento Beni ein. Nach weiteren 174 km mündet der Fluss auf einer Höhe von 155 m bei 15° 13′ 33″ S, 64° 56′ 2″ W in den Río Mamoré.

## Streckenabschnitte des Isiboro
- Departamento Cochabamba – 331 km
- Departamento Beni – 174 km

## Naturschutzgebiet
Der Río Isiboro stellt die Südgrenze des Naturschutzgebietes TIPNIS dar, und zwar zwischen der Bergkette der Kordillere von Cochabamba im Südwesten und der Mündung des Río Sécure in den Isiboro im Nordosten.